# John C. Calhoun
John Caldwell Calhoun (18 de marzo de 1782-31 de marzo de 1850) fue un líder político de los estados del sur de los Estados Unidos, un destacado filósofo político de la primera mitad del siglo XIX y uno de los principales actores en las grandes disputas políticas en su país. En estas disputas desempeñó un destacado papel como vocero y defensor de la esclavitud, de la nulidad y la de los derechos electorales de las minorías de las clases sociales superiores, especialmente de grupos como los dueños de esclavos, sobre las mayorías de las clases sociales inferiores. Sus ideas son consideradas vitales para la crisis constitucional futura que finalizaría en la Guerra de Secesión, una década después de su muerte.
Se desempeñó como miembro de la legislatura estatal de su nativa Carolina del Sur durante un breve período, en la cual fue uno de los impulsores de la legislación que convirtió a su estado natal en el primero en otorgar el sufragio universal masculino (solo para varones blancos con renta). Posteriormente dio inicio a una larga y exitosa carrera política a nivel federal. Se inició como nacionalista acérrimo, del grupo que estaban a favor de la guerra con el Reino Unido en 1812, así como partidario de la ejecución de medidas de mejoras internas por medio de obras públicas. Estas posiciones cambiaron a lo largo de la década de 1820, cuando se enfrentó con el llamado "Pacto corrupto" de 1825, que derivó en asumir posturas favorables a los llamados "derechos de los estados", reivindicados por Thomas Jefferson y James Madison en sus conocidas "Virginia and Kentucky Resolutions" de 1798. Pese a fallecer más de una década antes de iniciarse la Guerra Civil, Calhoum se convirtió en una fuente de inspiración para los secesionistas que crearon los Estados Confederados de América. Apodado como el "casto hombre de acero" por su determinación inquebrantable de defender las causas que había hecho propias, este sureño desarrolló y defendió la teoría de la "nulidad", en la cual argumentaba que los estados en ejercicios de sus derechos podían declarar nulas aquellas leyes federales que consideraran que violaran la Constitución. Fue a su vez un gran defensor de la esclavitud, a la cual calificaba de un "bien positivo" más que un "mal necesario". Su apasionada defensa de esta institución permitió en parte la escalada en el enfrentamiento con los norteños abolicionistas, llevando a los habitantes de los estados del sur cada vez más cerca de la idea de secesión.
John C. Calhoun se desempeñó en varios empleos federales (a los que él denominaba "nacionales"), tanto como séptimo vicepresidente de los Estados Unidos entre 1828 y 1832, durante las presidencias de John Quincy Adams y Andrew Jackson. Renunció a tal cargo para ser electo para el Senado federal, donde ejercería mucho más poder e influencias que como segundo hombre del presidente. Ejerció también como representante ante la Cámara respectiva entre 1810 y 1817, como décimo secretario de Guerra (1817-1824) y como décimo sexto secretario de Estado en 1844 y 1845, bajo la presidencia de John Tyler.

## Infancia y juventud

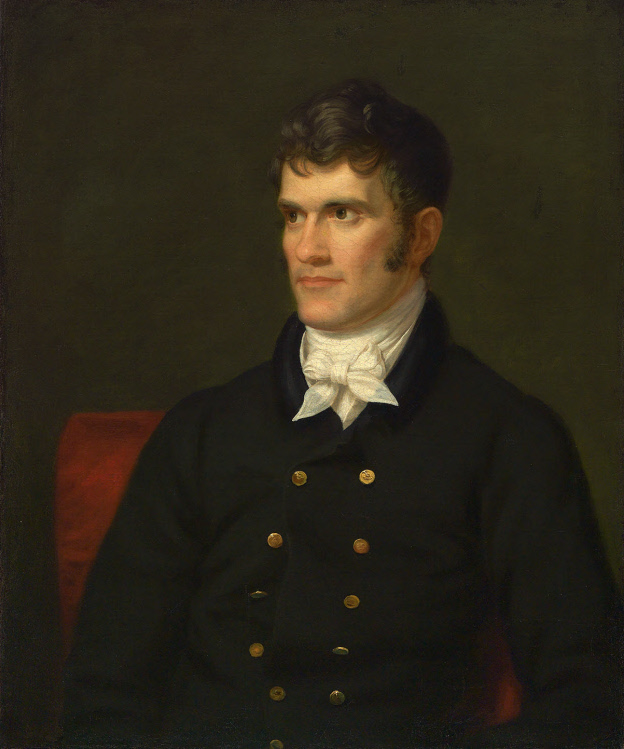
John C. Calhoun en 1822.

John C. Calhoun era hijo del inmigrante escocés e irlandés Patrick Calhoun, el cual enfermó gravemente cuando su hijo contaba con 17 años. Este hecho lo obligó a hacerse cargo de la granja familiar en su estado nativo de Carolina del Sur. Con el apoyo financiero de sus hermanos retomó los estudios, obteniendo un título de la Universidad de Yale en 1804. Después de estudiar en la Escuela de Derecho de Tapping Reeve en Litchfield, Connecticut, Calhoum fue aceptado para el ejercicio libre de la profesión de abogado en su estado en 1807. En enero de 1811 John Calhoum contrajo matrimonio con su prima Floride Bonneau (que deletreaban de forma distinta su apellido común), con la cual tuvo diez hijos en los 18 años de matrimonio, aunque tres de ellos murieron en su infancia. Durante el segundo ejercicio de la vicepresidencia de su esposo, Floride fue una de las principales figuras en el llamado "affaire Petticoat".

## Primeros años en la política
En 1810 Calhoun fue elegido como miembro de la Cámara de Representantes del Congreso Federal de los Estados Unidos, en la cual asumió el rol de halcón (o favorable a la guerra) contra Gran Bretaña en 1812, bajo la dirección de Henry Clay. Este papel estuvo antecedido por su demanda pública de guerra en 1807 en lo que se conoció como el Incidente Chesapeake-Leopard. Después de la guerra apoyó junto con Clay la emisión de bonos de guerra para realizar grandes obras públicas nacionales. Con el fin de fortalecer a la nación apoyó medidas como el establecimiento de tarifas proteccionistas con el objetivo de fortalecer la industria nacional, la creación de un banco nacional para los Estados Unidos, la realización de mejoras internas y otras políticas públicas que después repudiaría. 

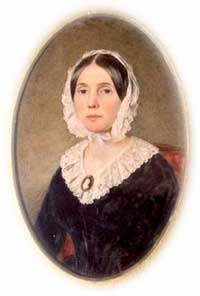
Su esposa, Floride Calhoun.

En 1817 el presidente James Monroe le solicitó a Calhoun participar en el gobierno como Secretario de Guerra, puesto que desempeñó hasta 1825. A cargo de los asuntos indígenas de los Estados Unidos, Calhoun desempeñó un papel fuertemente nacionalista. Pese a lo anterior, sus oponentes en el Congreso, apodados "viejos republicanos", lo enfrentaron atacando y obstruyendo las medidas tomadas para las operaciones y finanzas del departamento. Calhoun asumió una postura reformista, apoyando la centralización y la eficiencia en el departamento a cargo de los asuntos indígenas, pero el poder legislativo se opuso a sus intentos de reforma. La creciente frustración de Calhoun con la inacción que demostraba el Congreso, las rivalidades políticas y la creciente ideologización del conflicto, lo llevaron a impulsar la creación de una nueva unidad administrativa llamada Departamento de Asuntos Nativos en 1824. Su nacionalismo también se manifestó con el apoyo que brindó a Monroe interviniendo a favor de la firma del Compromiso de Misuri, a pesar de las protestas de los dueños de esclavos. En este sentido Calhoun estimaba que una continua crítica y agitación respecto del tema de la esclavitud amenazaría la Unión.

## Vicepresidencia

### Elección
Calhoun se postuló en un primer momento como candidato a la presidencia de los Estados Unidos en 1824, aunque posteriormente se interesó en la vicepresidencia. Al no obtener ningún candidato la mayoría absoluta en el colegio electoral, la elección fue resuelta por la Cámara de Representantes la cual lo designó por una mayoría abrumadora como vicepresidente.

### Gobierno de Adams
La elección de aquel año de Adams como presidente pese a la gran popularidad de su contrincante Jackson por parte del Congreso significó que empezara a considerar el control del gobierno federal por parte de sujetos que lo manipulaban en función de sus antojos e interese personales como algo preocupante. Como conclusión, decidió dedicar sus esfuerzos a intentar abortar el proyecto de reelección de Adams. El programa nacionalista del presidente, parecido al del propio Calhoun, le pareció que iba mucho más allá de los propios intereses de Adams y Clay, razón por la cual se opuso a él. En 1828 se presentó como candidato a la reelección como vicepresidente como compañero de fórmula de Andrew Jackson y se convirtió en el último vicepresidente en servir bajo distintos presidentes.

### La administración de Jackson

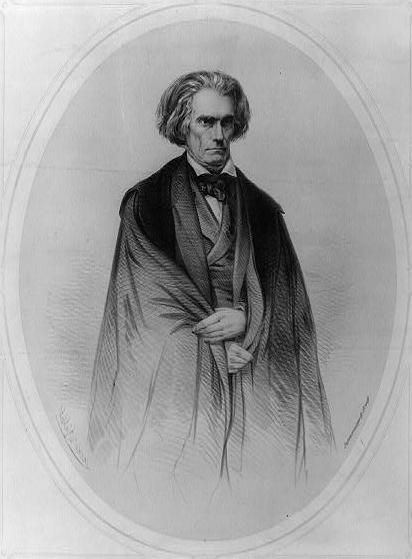
Bosquejo de Calhoun.

Bajo la presidencia de Jackson el ejercicio del poder por parte de Calhoun resultó ser nuevamente controversial, provocando una riña entre ambos. El decreto tarifario de 1828 (denominado por sus contradictores como los "impuestos abominables") fue la causa del primer enfrentamiento entre el vicepresidente y los jacksonianos. Pese a que se le había asegurado que los partidarios del presidente en el congreso se opondrían a la medida, esta fue aprobada por los jacksonianos norteños, hecho que le provocó una gran frustración. De regreso a su tierra natal redactó la llamada "South Carolina Exposition and Protest" ("Exposición y protesta de Carolina del Sur"), un ensayo publicado anónimamente en el cual denunciaba la filosofía nacionalista a la cual había apoyado. 
Su cambio de posiciones lo llevó a su vez a la teoría de la mayoría concurrente por medio de la cual apoyaba a la "nulidad", teoría que promovía el derecho de los estados para declarar inconstitucional una ley federal. Estos argumentos encontraban su raíz histórica en las llamadas "Kentucky and Virginia Resolutions" de 1798, redactadas por Jefferson y Madison, en ls que propusieron que los estados podrían denunciar la "Ley de extranjería y sedición" de aquel año. El presidente Jackson era un defensor de los derechos de los estados, pero consideró que la teoría de Calhoun acerca de la nulidad como peligrosa ya que podría poner en riesgo la Unión. Cabe hacer presente que la diferencia entre los argumentos de Madison y los de Calhoun diferían en que este último estimaba que la secesión del estado era un derecho que tenían éstos en casos extremos, a diferencia de la simple nulidad de cierta legislación federal.

### La crisis de la "nulidad"
En 1832 la teoría acerca de la nulidad pudo ser puesta a prueba durante la llamada Nullification Crisis o Crisis de la Nulidad, después de que la legislatura estatal de Carolina del Sur aprobase una ordenanza por la cual declaraba nula los impuestos federales. Las leyes impositivas vigentes, fuertemente proteccionistas, favorecían claramente a la industria y los intereses manufactureros del norte, en detrimento de la economía agrícola del sur, razón por la cual Carolina del Sur declaró el decreto tarifario como inconstitucional. 
En respuesta a esta actitud, el Congreso Federal aprobó una ley conocida como la "Force Hill", por la cual autorizaba al presidente Jackson el uso de la fuerza en caso de que fuera necesaria, para hacer cumplir las leyes federales. En uso de estas facultades el presidente envió a una fuerza de buques de guerra de la marina de los Estados Unidos al puerto de Charleston. Ante estos hechos la legislatura estatal revocó la ley de nulidad. Las tensiones en todo caso descendieron cuando ambas partes llegaron a un compromiso tarifario para 1833 propuesto por Henry Clay, a satisfacción de Calhoun quien para entonces se desempeñaba en el Senado.
Durante este período se produjo un recordado incidente durante la tradicional cena en el día de cumpleaños de Jefferson, el 13 de abril de 1830. Como era tradición, el presidente en concomitancia con el entonces secretario de Estado Martin Van Buren, realizó un brindis donde atacaría la teoría de no aceptación de las leyes federales. Cuando llegó el turno del presidente para realizar el brindis, alzó su copa y miró en dirección a Calhoun y dijo: "Nuestra Unión… ¡tenemos que preservarla!", ante lo cual Calhoun quien fue sorprendido totalmente, respondió –puesto que le correspondía el siguiente brindis- con la frase: "¡La Unión, después de nuestra libertad más preciada!". La ruptura entre el presidente y su vicepresidente era total.

## En el Senado

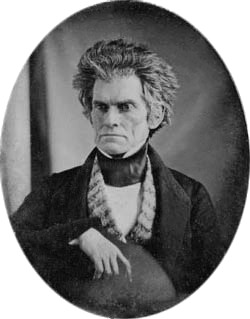
Calhoun en sus últimos años.

El 28 de diciembre de 1832 Calhoun anunció su renuncia al cargo de vicepresidente con el fin de postularse al Senado por su estado natal, convirtiéndose de paso en el primer vicepresidente que renunció a su cargo en la historia de su país. Esta decisión resultó acertada para sus intereses, puesto que sería en el Senado donde alcanzó su máxima influencia y fama. 
Calhoun lideró a la facción esclavista del Senado entre 1830 y 1840, oponiéndose no solo al abolicionismo sino promoviendo la esclavitud activamente en los nuevos territorios adquiridos por los Estados Unidos hacia el occidente. De esta manera se convirtió en uno de los principales impulsores de la Ley de Esclavos Fugitivos que ponía bajo responsabilidad federal la recuperación de los esclavos que se fugaran a territorios sin esclavitud. Fundó su apoyo en la defensa de la institución esclavista en los términos de la libertad del (hombre blanco) sureño y su derecho a la autodeterminación. Y pese a que ya varios defensores de la esclavitud la habían defendido en términos de un "mal necesario", Calhoun en un famoso discurso en la cámara legislativa declaró que la esclavitud era un "bien positivo" para el país. Fundó su reclamo en dos argumentos: en la supremacía y en el paternalismo. Todas las sociedades, señaló Calhoun, están dirigidas por un grupo de la élite que disfruta del trabajo de los menos privilegiados. Pero, a diferencia del norte y de Europa, donde las clases trabajadoras fueron dejadas a un lado para morir en la pobreza por parte de la aristocracia al momento de convertirse en demasiado viejos o enfermos para trabajar, en los estados del Sur los esclavos eran cuidados incluso cuando habían dejado de prestar alguna utilidad:

Puedo decir con la verdad, que en pocos países tanto es dejado al trabajador, y tan poco extirpado de él, o donde haya atención más amable dada a él en la enfermedad o en la ancianidad. Compárese su condición con los habitantes de las casas pobres en las partes más civilizadas de Europa –mirad al enfermo, al viejo y quebradizo esclavo, por un lado, rodeado de su familia y amigos, bajo la cariñosa supervisión de su amo y señora, y compárenlo con la desesperada y desgraciada condición del pobre en los asilos.

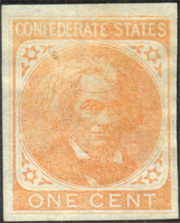
Estampilla confederada con el retrato de Calhoun.

Su apasionada defensa de la esclavitud consiguió distanciar aún más a los habitantes del sur de los del norte, llevando a los primeros a acariciar cada vez con mayor fuerza la idea de secesión y a los últimos a imponer la abolición de la esclavitud de la manera más radical posible.
Después de desempeñarse por un año como secretario de Estado entre 1844 y 1845, Calhoun regresó al Senado en ese año para participar en la dura batalla por expandir la esclavitud a los nuevos territorios, que concluiría en el llamado Compromiso de 1850. Sin embargo su salud le jugó malas pasadas y murió en marzo de 1850 en la ciudad de Washington a la edad de 68 años. Fue enterrado en la parroquia de St. Phillps en Charleston, Carolina del Sur. 
Sus ideas sobre las bondades de la esclavitud fueron refrendadas en discursos como el famoso Mudsill Speech ("discurso del barro") del senador James Henry Hammond en 1858.
Calhoun ha sido valorado por algunos historiadores de la Causa Perdida de la Confederación, que mantienen una visión romántica del modo de vida sureño anterior a la guerra y de su causa durante la Guerra Civil. Historiadores como Charles M. Wiltse y Margaret Coit han retratado en sus escritos a Calhoun como una figura simpática o heroica.